# Tzimol, Tzimol
Tzimol är en ort i Mexiko.   Den ligger i kommunen Tzimol och delstaten Chiapas, i den sydöstra delen av landet, 800 km öster om huvudstaden Mexico City. Tzimol ligger 1 399 meter över havet och antalet invånare är 5 112.
Terrängen runt Tzimol är varierad. Runt Tzimol är det ganska tätbefolkat, med 70 invånare per kvadratkilometer. Närmaste större samhälle är Comitán, 9,2 km nordost om Tzimol. I omgivningarna runt Tzimol växer huvudsakligen savannskog.